# Cryptotriton adelos
Cryptotriton adelos är en groddjursart som först beskrevs av Theodore Papenfuss och David Burton Wake 1987.  Cryptotriton adelos ingår i släktet Cryptotriton och familjen lunglösa salamandrar. IUCN kategoriserar arten globalt som starkt hotad. Inga underarter finns listade i Catalogue of Life.